# José Toral y Sagristá
José Toral y Sagristá   (Andújar, 21 de gener de 1874 - Madrid, 16 de febrer de 1935) fou un escriptor i poeta espanyol.

## Biografia
Va fer els seus primers estudis a Madrid, on va residir des de la seva infantesa fins als disset anys, època en què va marxar a les Filipines amb els seus germans. en manila, i a la seva Universitat de Santo Tomás, va cursar la carrera de dret, però va haver de llicenciar-se a Madrid, al tornar el 1899, per haver-se tancat aquell centre docent quan la guerra amb els Estats Units. En col·laboració amb el seu germà Juan va escriure les seves primeres obres, en què mostra un gran entusiasme patriòtic: van ser aquelles El sitio de Manila (Memorias de un voluntario) i Tradiciones filipinas. Ambdues obres van ser traduïdes a l'anglès i la primera, fidel relat d'aquell esdeveniment, va ser adoptada com a text pels nord-americans a les escoles públiques.
En tornar a Espanya va cultivar el periodisme, ingressant a la redacció de El Globo', i es va preparar per a les oposicions a Notaries, aconseguint el 1905 la de Madrid, que va exercir fins a la seva jubilació. Durant un període de deu anys, les seves aficions literàries el van portar a cultivar la poesia en el temps que deixava lliure l'exercici de la seva carrera.

El seu primer llibre de poesies havia aparegut el 1904 amb el títol de Primeras sonatas, i el 1916 es va tancar aquest període de la seva tasca literària amb la poesia Cadena sense fi, que va obtenir el premi d'honor a la Festa de la Poesia celebrada al Reial Lloc de Sant Llorenç de l'Escorial. La cadena (1915) <novel·la de fina observació de la realitat i d'estudi psicològic sobre assumpte comú, però molt ben desenvolupat>, segons algun crític, va ser la seva primera novel·la, en què es va posar de manifest l'estilista que maneja amb soltesa un estil fluid i rotund, qualitat que es va afirmar amb plena i absoluta unanimitat com a mestre en el difícil art de la novel·la va ser L'ajusticiat, de la qual va dir un notable crític: 
| « | <L'ajusticiat és novel·la psicològica, i el seu autor estudia, amb conscienciosa sagacitat, una pobra vida joguina d'un destí desgraciat. Al voltant de la figura del protagonista es mou palpitant realisme d'una faula que sembla fidel producte de l'observació directa, vista amb força insuperable, en un ambient de supersticiós fatalisme." | » |

Després d'aquesta obra va donar a l'estampa un llibre de belles poesies, titulat Odres viejos, una novel·la desenvolupada en dos volums: La señorita Melancolía, amb la seva continuïtat amb Demasiado tarde... Cal citar entre les altres obres d'aquest escriptor: Para el descanso (poesies); Poemas en prosa; i les novel·les La sombra; Flor de pecado; Un regenerador; Horas sentimentales; Los tres dones del diablo, etc.